# ایگور آنگلوفسکی
ایگور آنگلوفسکی (مقدونی: Игор "Мрме" Ангеловски؛ زادهٔ ۲ ژوئن ۱۹۷۶) بازیکن سابق و مربی فوتبال اهل مقدونیه شمالی است.